# Deni Andrun Razić
Deni Andrun Razić (Grünstadt, Njemačka, 22. lipnja 1995.) je hrvatski taekwondo borac. Član je TKD kluba 'Osvit' iz Zagreba, te Hrvatske taekwondo reprezentacije. Na Prvenstvu Europe 2018. godine u Kazanu, Rusija osvaja brončanu medalju.